# 沃-昂迪尼
沃-昂迪尼（法語：Vaux-Andigny，法語發音：[vo ɑ̃diɲi]）是法国上法蘭西大區埃纳省的一个市镇，属于韦尔万区。该市镇于1819年由原市镇沃昂纳鲁艾斯（Vaux-en-Arrouaise）和昂迪尼莱费尔姆（Andigny-les-Fermes）合并而成。

## 地理
沃-昂迪尼（50°1'23"N, 3°30'48"E）面积15.75 平方千米，位于法国上法蘭西大區埃纳省，该省份为法国北部内陆省份，北起北部省，西接索姆省和瓦兹省，东临阿登省和马恩省，西南至塞纳-马恩省，东北部与比利时接壤。
与沃-昂迪尼接壤的市镇（或旧市镇、城区）包括：贝基尼、博安昂韦尔芒多瓦、梅讷夫雷、莫兰、瑟邦库尔、拉瓦莱米拉特尔、比西尼。
沃-昂迪尼的时区为UTC+01:00、UTC+02:00（夏令时）。

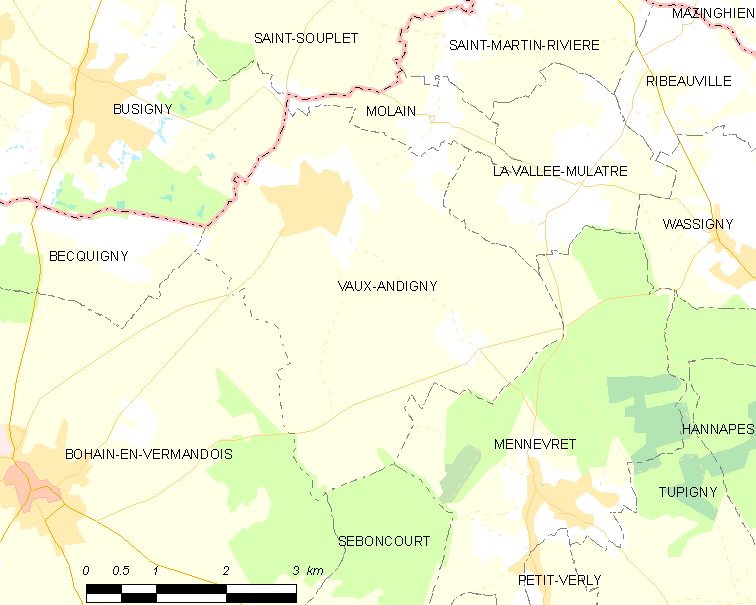
沃-昂迪尼的OSM定位图

## 行政
沃-昂迪尼的邮政编码为02110，INSEE市镇编码为02769。

## 政治
沃-昂迪尼所属的省级选区为吉斯县。

## 人口

1962-2008年间沃-昂迪尼人口变化图示

沃-昂迪尼于2022年1月1日时的人口数量为923人。